# Rio San Pellegrino
Il Rio di San Pellegrino (Rif de Sèn Pelegrin in ladino, anticamente Rif de Meda) è un torrente del Trentino orientale che nasce presso il Passo San Pellegrino come emissario dell'omonimo lago alla base del Col Margherita, ad un'altitudine di circa 1900 metri s.l.m..
Percorre la Valle di San Pellegrino, affiancato dalla Strada statale 346; poco a monte di Moena, parte delle sue acque viene deviata in tunnel per contribuire ad alimentare il bacino artificiale di Pezzé/Pecé.
Fra gli affluenti, i principali sono il Rif dai Fié e il Rif dal Van in destra orografica; il Rif de Ciadinon, il Rif de Poza e il Ri' de Vanc in sinistra orografica.
Sfocia nel torrente Avisio in corrispondenza del paese di Moena, a circa 1200 m.s.l.m. di quota. Il corso d'acqua e il suo bacino ricadono interamente nei confini di questo comune.